# Leonardo Mazzoli
Leonardo Mazzoli (Torrile, 2 dicembre 1935 – Sabaudia, 30 luglio 1972) è stato un pilota motonautico italiano.

## Biografia
Leonardo Mazzoli, era considerato tra i piloti più esperti nella classe fuoribordo OD 700 cc. 
Disputò più di duecento gare nazionali e internazionali, e tra i suoi prestigiosi successi e riconoscimenti vanno ricordati: 1963, Centomiglia del Lario (Lago di Como) e III Gran Premio del Po (Boretto); 1964, Gran Premio Punta Sabbioni (Venezia) e IV Gran Premio del Po (Boretto); 1966, Coppa Avis (Colorno) e Gran Premio Lido delle Nazioni (Ferrara); 1967, Campionato Italiano (Bracciano), Gran Premio del Cadore (Auronzo), Trofeo Due Ponti, Campionato Mondiale (Auronzo), Campionato Europeo (Piacenza); 1968, cinque vittorie nel Trofeo Mercury e al Raid Pavia-Venezia (primo di categoria); 1969, Oscar al valore atletico, Premio Oscar del Successo e IX Gran Premio del Po. 
Morì a 36 anni, in uno scontro con altri motoscafi in gara, durante la disputa del Campionato Mondiale Entrobordo R4 2500 a Sabaudia nel 1972.  